# Выбор критиков (кинопремия, 2004)
9-я церемония премии «Выбор критиков» состоялась 10 января 2004 года.

## Победители и номинанты

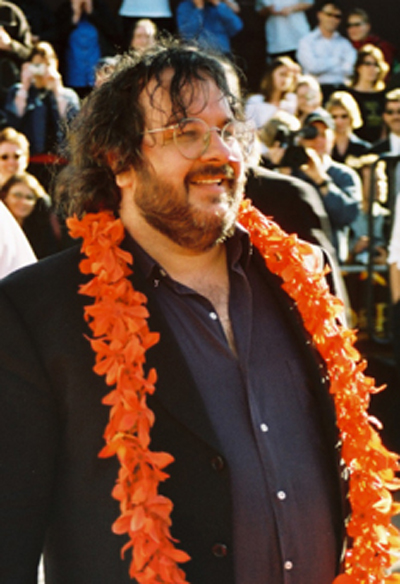
Питер Джексон, лучший режиссёр

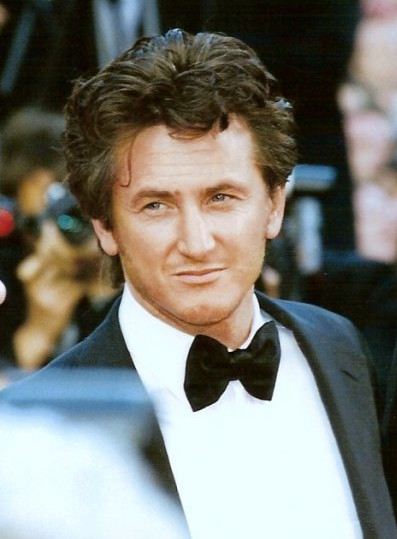
Шон Пенн, лучшая мужская роль

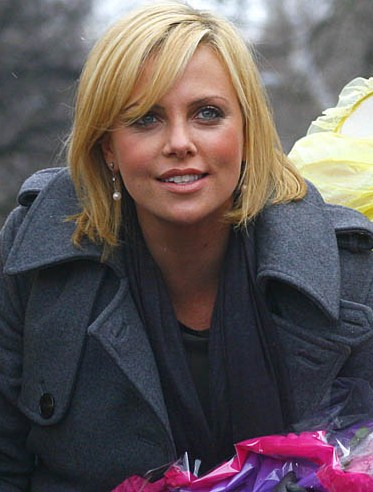
Шарлиз Терон, лучшая женская роль

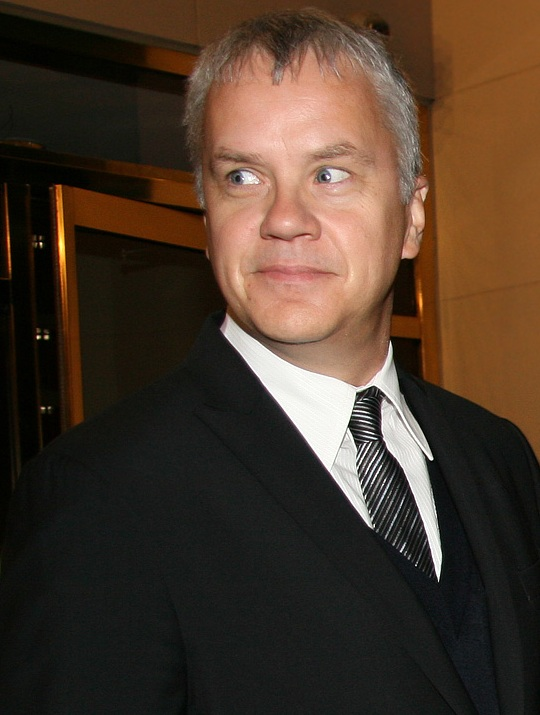
Тим Роббинс, лучшая мужская роль второго плана

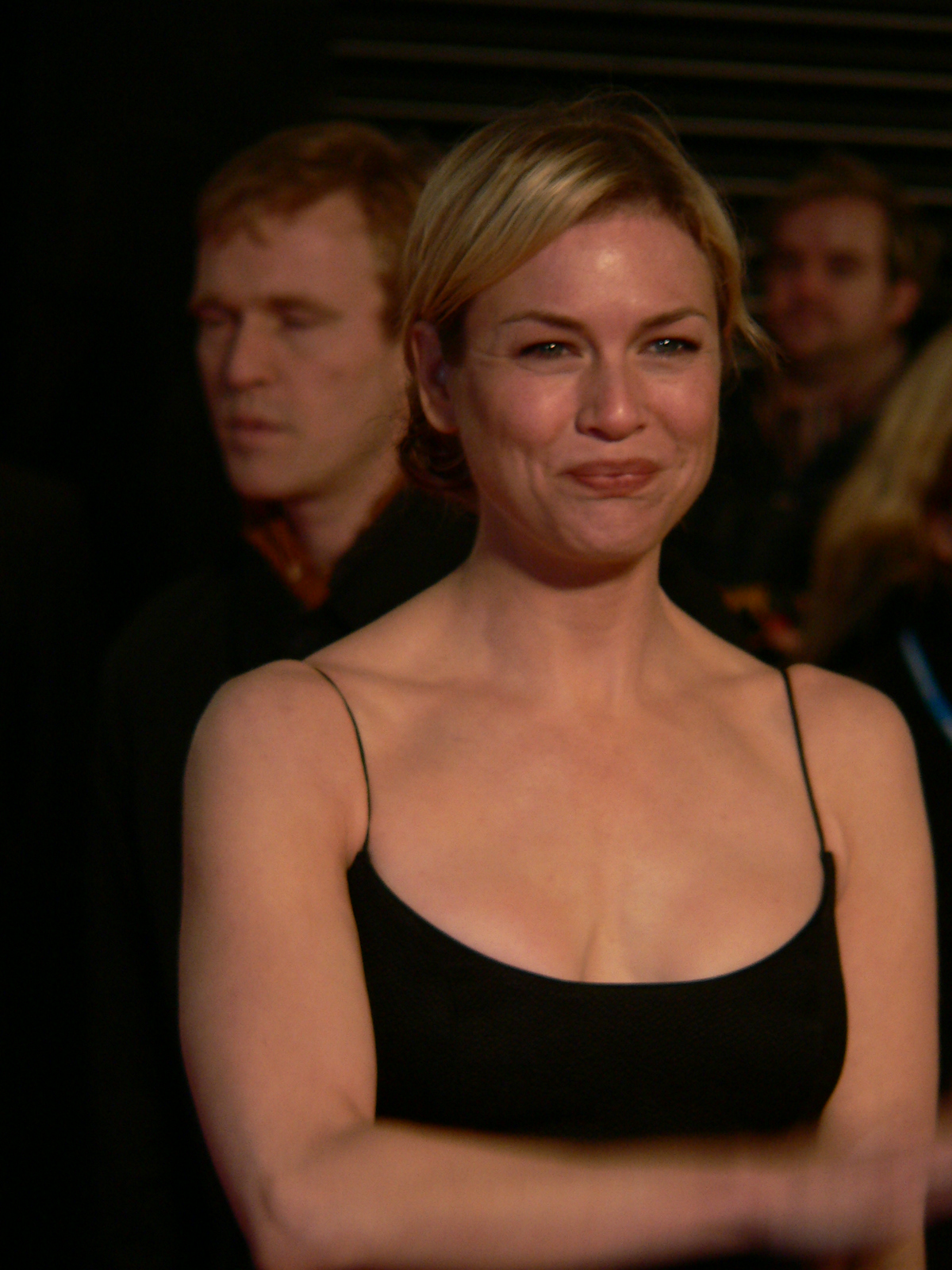
Рене Зеллвегер, лучшая женская роль второго плана

| Лучший фильм                      | 1. Властелин колец: Возвращение короля 2. В Америке 3. В поисках Немо 4. Крупная рыба 5. Последний самурай 6. Таинственная река 7. Трудности перевода 8. Фаворит 9. Хозяин морей: На краю Земли                                       |
| Лучший режиссёр                   | 1. Питер Джексон — «Властелин колец: Возвращение короля» 2. Тим Бёртон — «Крупная рыба» 3. Клинт Иствуд — «Таинственная река» 4. София Коппола — «Трудности перевода» 5. Джим Шеридан — «В Америке»                                   |
| Лучшая мужская роль               | 1. Шон Пенн — «Таинственная река» 2. Джонни Депп — «Пираты Карибского моря: Проклятие Чёрной жемчужины» 3. Бен Кингсли — «Дом из песка и тумана» 4. Рассел Кроу — «Хозяин морей: На краю Земли» 5. Билл Мюррей — «Трудности перевода» |
| Лучшая женская роль               | 1. Шарлиз Терон — «Монстр» 2. Николь Кидман — «Холодная гора» 3. Дайан Китон — «Любовь по правилам и без» 4. Дженнифер Коннелли — «Дом из песка и тумана» 5. Саманта Мортон — «В Америке» 6. Наоми Уоттс — «21 грамм»                 |
| Лучшая мужская роль второго плана | 1. Тим Роббинс — «Таинственная река» 2. Пол Беттани — «Хозяин морей: На краю Земли» 3. Алек Болдуин — «Тормоз» 4. Кэн Ваттанабэ — «Последний самурай» 5. Бенисио Дель Торо — «21 грамм»                                               |
| Лучшая женская роль второго плана | 1. Рене Зеллвегер — «Холодная гора» 2. Марша Гей Харден — «Таинственная река» 3. Скарлетт Йоханссон — «Трудности перевода» 4. Патриша Кларксон — «Праздник Эйприл» 5. Холли Хантер — «Тринадцать»                                     |
| Лучший молодой артист             | 1. Киша Касл-Хьюз — «Оседлавший кита» 2. Сара Болгер — «В Америке» 3. Эмма Болгер — «В Америке» 4. Эван Рэйчел Вуд — «Тринадцать» |
| Лучший актёрский ансамбль         | 1. Властелин колец: Возвращение короля 2. Могучий ветер 3. Реальная любовь 4. Таинственная река |
| Лучший сценарий                   | 1. Джим Шеридан, Наоми Шеридан, Кёрстен Шеридан — «В Америке» 2. София Коппола — «Трудности перевода» 3. Джон Огаст — «Крупная рыба» 4. Гэри Росс — «Фаворит» 5. Брайан Хелгеленд — «Таинственная река»                               |
| Лучший анимационный фильм         | 1. В поисках Немо 2. Братец медвежонок 3. Трио из Бельвилля |
| Лучший семейный фильм             | 1. Пираты Карибского моря: Проклятие Чёрной жемчужины 2. Клад 3. Оседлавший кита 4. Питер Пэн 5. Чумовая пятница |
| Лучший документальный фильм       | 1. Захват Фридманов 2. Призраки бездны: Титаник 3. Туман войны |
| Лучший фильм на иностранном языке | 1. Нашествие варваров (Les invasions barbares) - Канада/Франция 2. Бассейн (Swimming Pool) - Франция/Великобритания 3. Город Бога (Cidade de Deus) - Бразилия                                                                         |
| Лучшая музыка к фильму            | 1. Говард Шор — «Властелин колец: Возвращение короля» 2. Клинт Иствуд — «Таинственная река» 3. Ханс Циммер — «Последний самурай» 4. Дэнни Элфман — «Крупная рыба» 5. Габриэль Яред — «Холодная гора»                                  |
| Лучшая песня к фильму             | 1. A Mighty Wind — «Могучий ветер» 2. The Heart of Every Girl — «Улыбка Моны Лизы» 3. Man of the Hour — «Крупная рыба» 4. School of Rock — «Школа рока» 5. Time Enough for Tears — «В Америке»                                        |
| Лучший ТВ-фильм                   | 1. Ангелы в Америке 2. Панчо Вилья 3. Рейганы |

### Награда за вклад в кинематограф
Клинт Иствуд

## Список лауреатов и номинаций
| Количество | Фильм                                              |
| ---------- | -------------------------------------------------- |
| 8          | Таинственная река                                  |
| 7          | В Америке                                          |
| 5          | Крупная рыба                                       |
| 5          | Трудности перевода                                 |
| 4          | Властелин колец: Возвращение короля                |
| 4          | Холодная гора                                      |
| 3          | Последний самурай                                  |
| 3          | Хозяин морей: На краю Земли                        |
| 2          | 21 грамм                                           |
| 2          | В поисках Немо                                     |
| 2          | Дом из песка и тумана                              |
| 2          | Могучий ветер                                      |
| 2          | Оседлавший кита                                    |
| 2          | Пираты Карибского моря: Проклятие Чёрной жемчужины |
| 2          | Тринадцать                                         |
| 2          | Фаворит                                            |

| Количество | Фильм                               |
| ---------- | ----------------------------------- |
| 4          | Властелин колец: Возвращение короля |
| 2          | Таинственная река                   |